# Кејла (Естонија)
Кеила (ест. Keila) је град и општина у округу Харју у северозападној Естонији. Такође је административни центар околних руралних општина.

## Историја
Најстарији трагови људских насеља на тлу Кеиле досежу 2000 до 3000 година пре Христа. Око 1000 година пре село Кеила је основано уз истоимену реку. Године 1219. Данска је освојила Северну Естонију и изабрала Кеилу, као локацију на којој је парохијска црква округа Ревала требало да буде изграђена. Прва црква је била мала дрвена структура посвећена првенствено Св. Михаилу која је замењена са каменом црквом крајем 13. века. Након тога, прво писано спомињање Кеиле (Keikŋl) потиче из данске књиге евалуације из 1241.
У 15. - 16. веку насеље се састоји од неколико десетина зграда око цркве и има око стотину становника.
У исто време војници саграђују малу тврђаву југоисточно од цркве на пољу званом jõesaare. Рушевине тврђаве су први пут ископане 1976, а ископавања су завршила 2007.
Током ратова 1558-1583. насеље, укључујући и цркву, је срушено. Куге и глад су, 1601-1602, драстично смањили број становника, па је Кеила постала мало село са црквом, а тако је било наредна 3 века. Један од првих културних догађаја је било подизање статуе Мартина Лутера 1862. која је касније, 1949, срушена. Развој Кеила је почело са оснивањем пруге Талин-Палдиски 1870, а званично је постао град 1. маја 1938.

## Побратимљени градови
Кеила је побратимљен или има неки вид сарадње са:
- Чиатура, Грузија
- Нака, Шведска
- Хујитинен, Финска
- Барсбител, Немачка
- Сигулда, Летонија
- Бирштонас, Литванија
- Ниеувегеин, Холандија